# Veranstaltungsforum Fürstenfeld

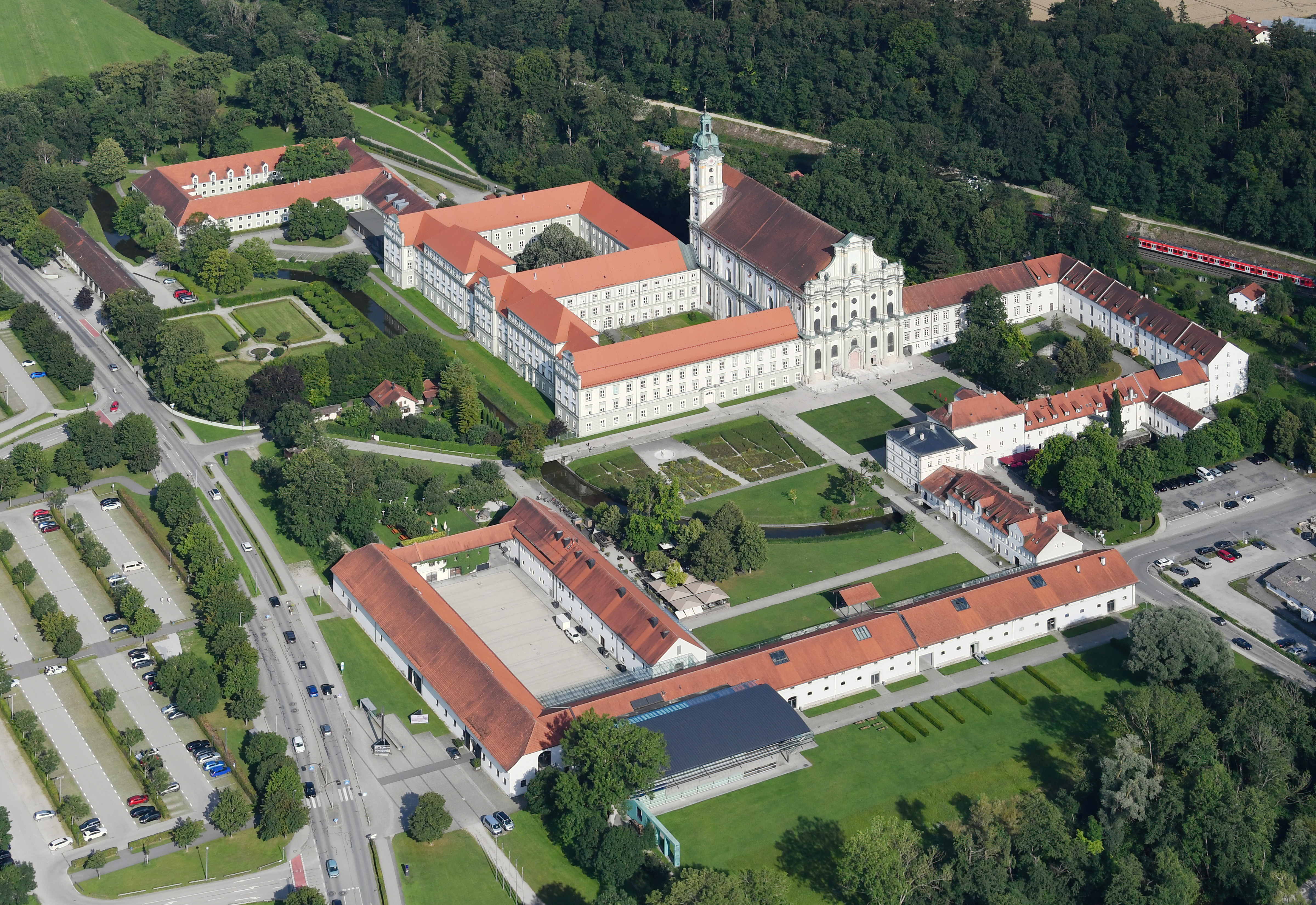
Der Komplex des ehemaligen Klosters Fürstenfeld und heutigem Veranstaltungsforum

Das Veranstaltungsforum Fürstenfeld ist heute mit über 300.000 Besuchern pro Jahr überregional eines der bedeutendsten kulturellen Zentren Bayerns.

## Geschichte
Bereits in den 1960er-Jahren wurde in Fürstenfeldbruck über das unzureichende Raumangebot für kulturelle Veranstaltungen diskutiert. Ab 1974 begannen konkrete Gespräche über den Neubau einer Mehrzweckhalle. Im März 1979 kaufte die Stadt Fürstenfeldbruck die Ökonomiegebäude der ehemaligen Zisterzienserabtei Kloster Fürstenfeld samt 22 Hektar Grund vom Wittelsbacher Ausgleichsfonds für damals ca. sieben Millionen Deutsche Mark. Es sollte aber noch über 20 Jahre dauern, bis sich die Vision eines modernen Kultur- und Freizeitzentrums samt Stadtsaal auf historischem Boden erfüllte. Im Oktober 1985 lag nach mehreren Versuchen ein schlüssiges Konzept vor – die Kosten mit rund 57 Millionen DM warfen jedoch neue Probleme auf. Es folgte eine Einigung auf eine Abschnittslösung im Jahr 1986, Verweigerung der Finanzierungszustimmung 1988, Änderung des Konzepts und erneute Baufreigabe 1989. Nach der Kommunalwahl 1990 erneuter Baustopp. 1992 wurde das Projekt „endgültig“ gestoppt, die Verträge mit Architekten und Ingenieuren gekündigt.
In der Nacht vom 28. auf den 29. November 1993 wurde das Obergeschoss von Haus 12 ein Opfer der Flammen. Durch das Geld der Brandversicherung und unerwartete staatliche Fördermittel wurde ein neues Gesamtkonzept in Auftrag gegeben. Im März 1994 wurde das neue Nutzungskonzept genehmigt. 1995 und 1996 wurden die Pläne konkretisiert und eine Eingabeplanung erstellt.
Am 22. April 1997 wurde ein 40-Millionen-DM-Projekt mit 31 zu 8 Stimmen vom Stadtrat auf den Weg gebracht. Der erste Spatenstich erfolgte fast 25 Jahre nach den ersten Gesprächen am 13. November 1998. Die offizielle Eröffnung war am 5. Oktober 2001. Als Ehrengäste und Redner waren der damalige Bayerische Ministerpräsident Edmund Stoiber, der damalige Landrat Thomas Karmasin und der damals 1. Bürgermeister der Stadt Fürstenfeldbruck Sepp Kellerer anwesend.

## Architektur
| Information      | Daten            |
| ---------------- | ---------------- |
| Baubeginn        | September 1998   |
| Einweihung       | 5. Oktober 2001  |
| Nutzfläche       | 4.274 m²         |
| Grundstücksgröße | 32.437 m²        |
| Gesamtkosten     | ca. 25 Mio. Euro |

Das Veranstaltungsforum Fürstenfeld wurde von den Architekten Christian Vogel & Reinhold Brunninger aus München/Ingolstadt entworfen und realisiert.

## Räumlichkeiten
Für Veranstaltungen aller Art stehen im Veranstaltungsforum Fürstenfeld Räumlichkeiten in unterschiedlicher Größe und Ausstattung zur Verfügung:

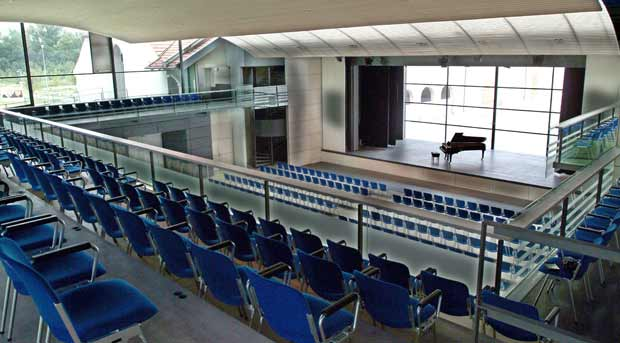
Blick auf die Stadtsaalbühne von innen

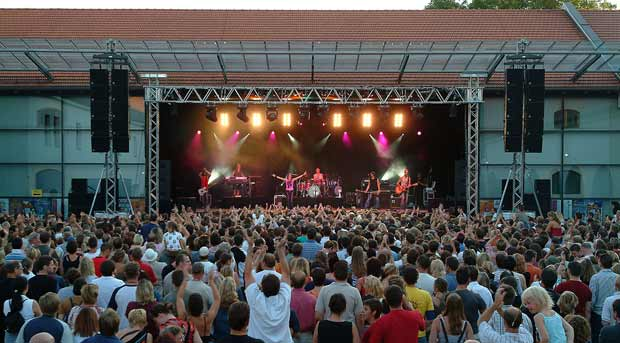
Blick auf die Stadtsaalbühne von außen

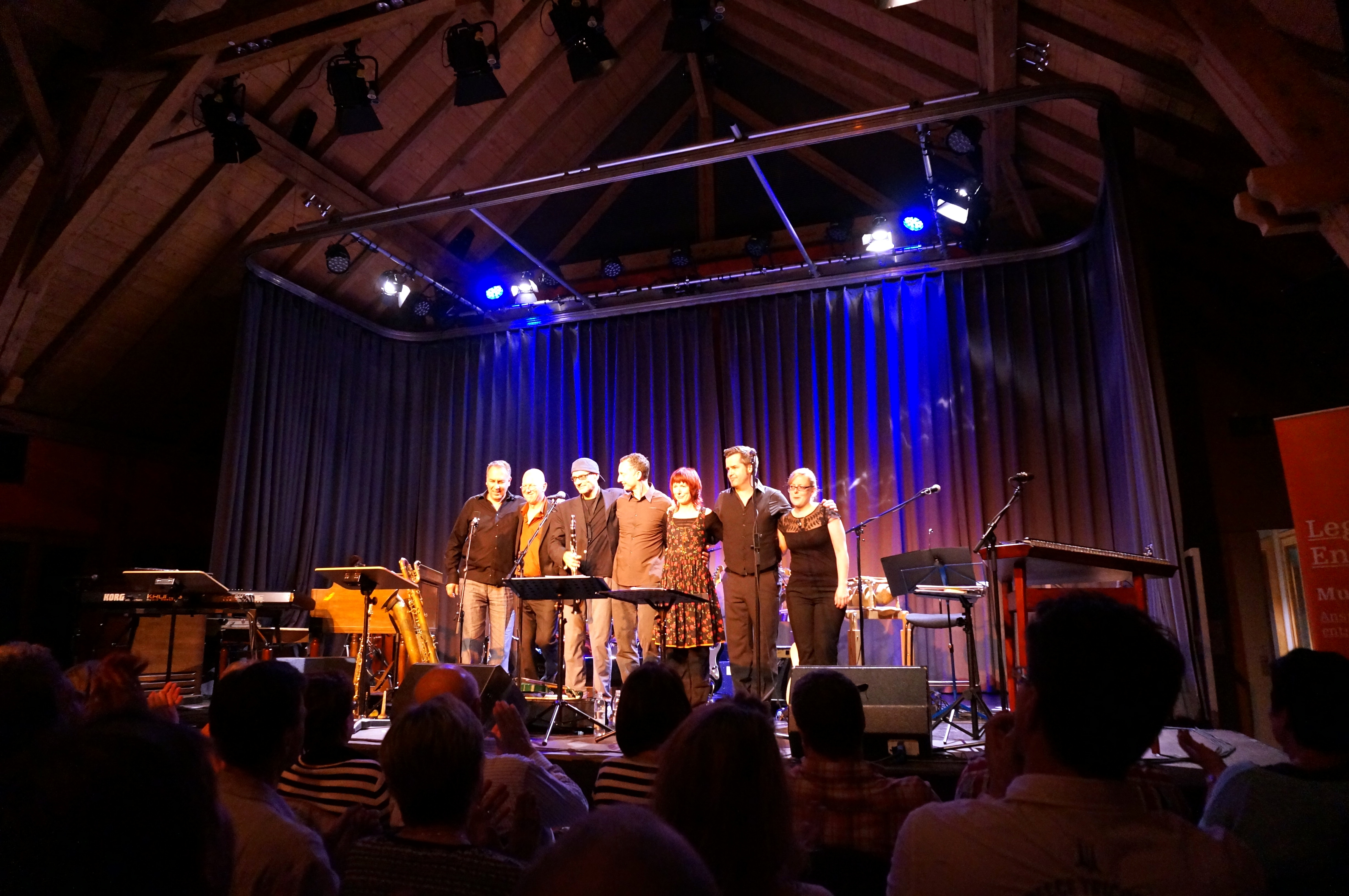
Kleiner Saal

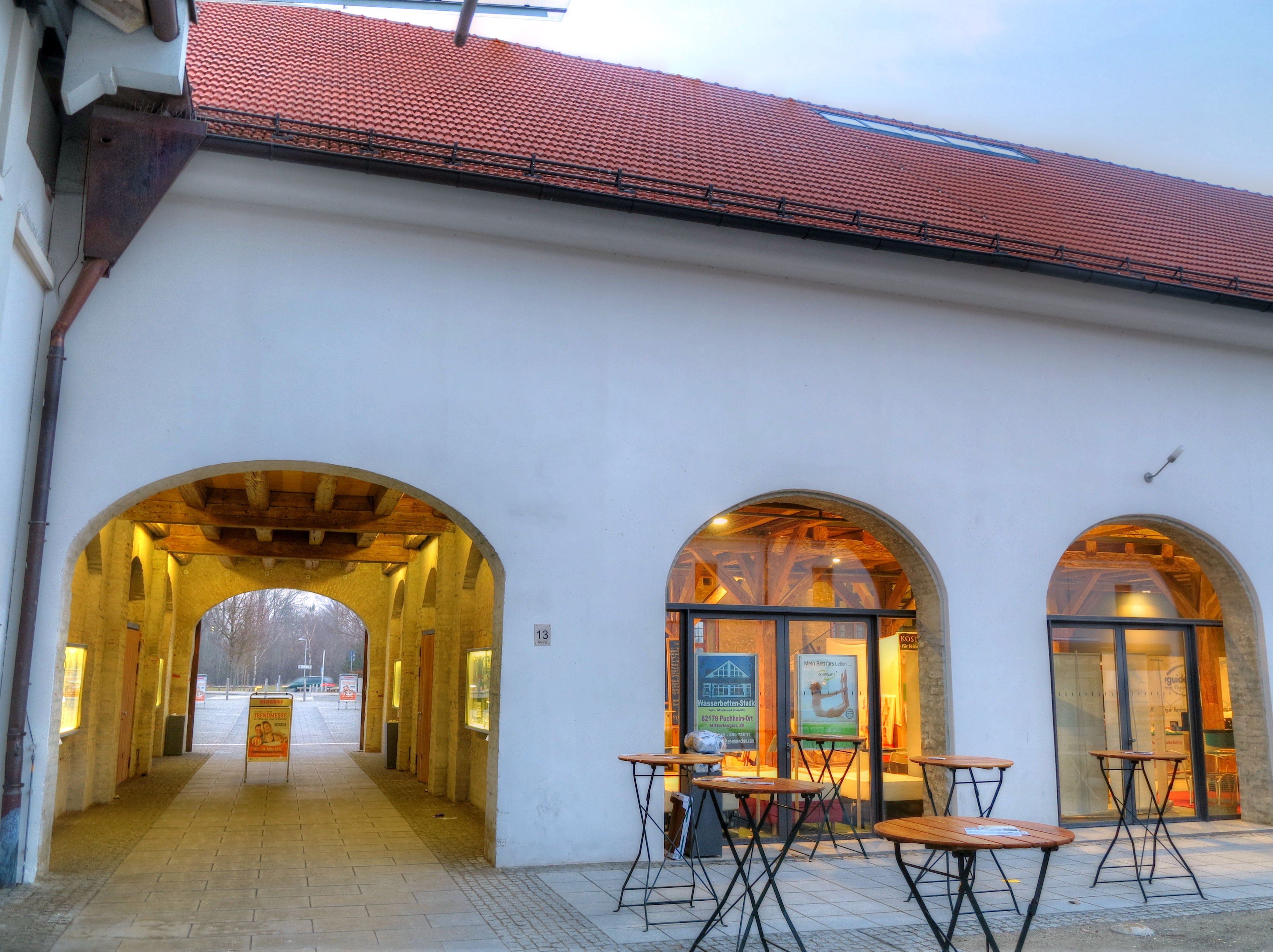
Tenne mit Durchgang vom Stadtsaalhof zum Parkplatz

- Der Stadtsaal (inklusive Bühne 780 m²) bietet vielfältige Raumaufteilungs- und Möblierungsvarianten. Eine optimale Sicht zur Bühne wird durch ausfahrbare Teleskop-Tribünen gewährleistet. Auf Wunsch kann der Stadtsaal um die Fläche des Neuen Foyers (140 m²) ergänzt werden. Die baulich feste Bühne (151 m²) kann durch zwei vorgelagerte Podien bis auf 256 m² erweitert und auch als Freilichtbühne zum Innenhof hin genutzt werden.
- Der Kleine Saal mit 240 m² (zuzüglich 32 m² Bühne) mit offengelegtem Dachgebälk befindet sich im 1. Obergeschoss über dem Restaurant Fürstenfelder und verfügt über ein eigenes Versorgungsfoyer (Gastronomie, Kasse, Garderobe, WCs), sowie einem kleinen Hinterbühnen-Bereich mit einem separaten Zugang.
- Der Säulensaal (196 m² zzgl. 40 m² Bühne) eignet sich neben Kulturveranstaltungen auch gut für gewerbliche Nutzungen und Feiern.
- Die zweigeschossige Tenne ist eine gut 100 Meter lange ehemalige Scheune. Im Erdgeschoss stehen neben dem Gastronomie-Stützpunkt und dem Sanitärbereich ca. 600 m² Nutzfläche zur Verfügung. Die durch das Dachgebälk vorgegebenen 36 Abteile (ca. 20 m² groß) im Obergeschoss verfügen über jeweils eigene Stromversorgung und eignen sich als Standplätze für Börsen, Märkte und Messen.
- Der Seminarbereich besteht aus fünf Räumen (17 bis 125 m²), davon drei mit zusätzlicher Galeriefläche.

Das Alte Foyer dient als Empfang für die Besucher des Veranstaltungsforums. Blickfang in diesem 300 m² großen ehemaligen Pferdestall ist ein aufwändig gestalteter Glaseinbau, der Bewirtung sowie als Kartenverkauf- und Info-Stützpunkt dient. Das Neue Foyer, 140 m² groß, kann direkt mit dem Stadtsaal verbunden werden.

## Veranstaltungen

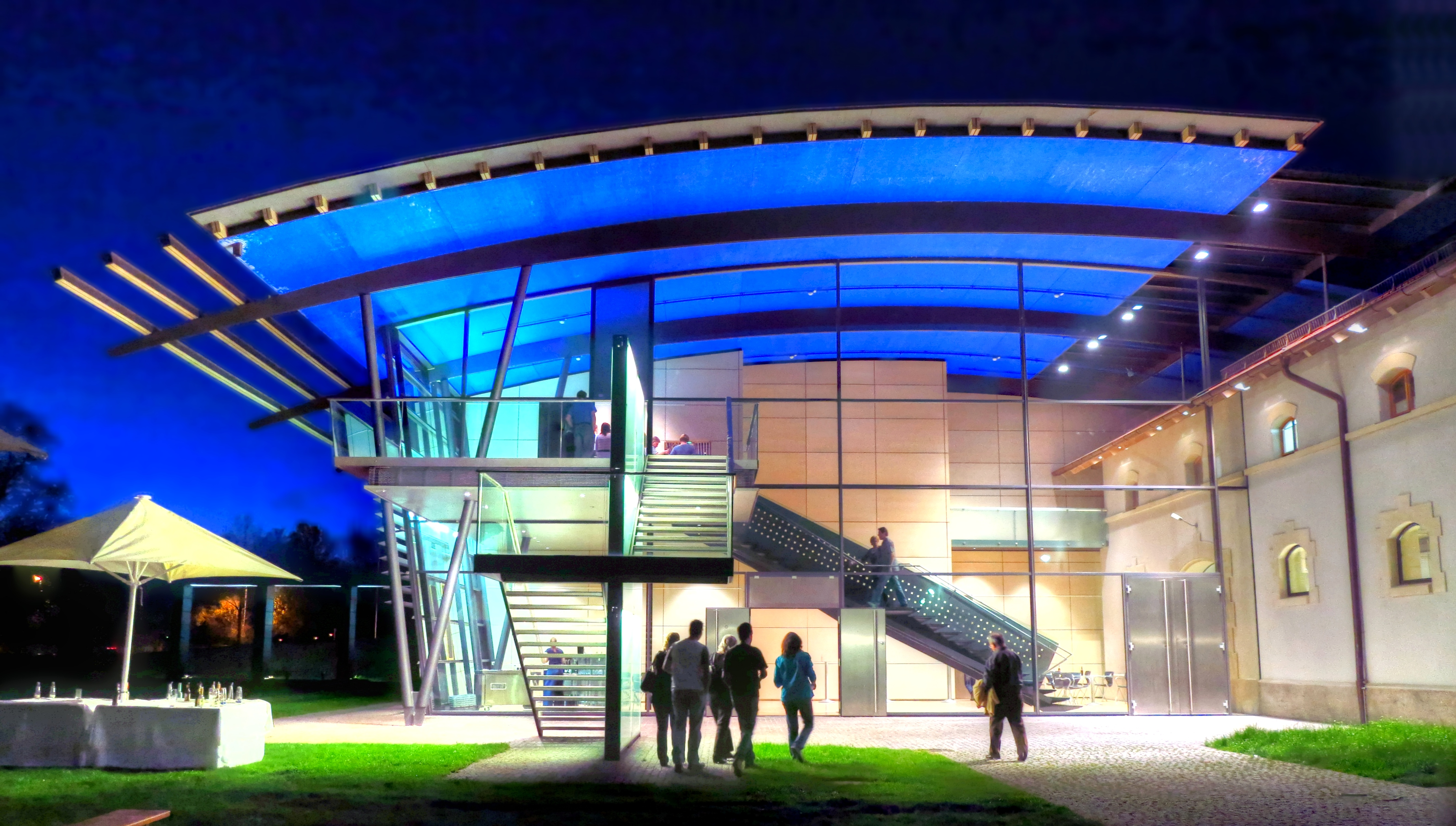
Stadtsaal von den Amperauen

Die bekanntesten Veranstaltungsreihen sind:
- Die Fürstenfelder Konzertreihe zählt zu den beliebtesten Kammermusikreihen Deutschlands.
- Die Reihe JazzFirst zählt zu den gefragtesten Jazz-Angeboten Bayerns. Der Schwerpunkt liegt auf zeitgenössischem europäischem Jazz.
- Blues&BoogieFirst
- Alte Musik: Im restaurierten Churfürstensaals präsentieren Meister ihres Fachs historische Aufführungspraxis.
- Theater Fürstenfeld
- Oldtimertage Fürstenfeld